# Pjesme za gladijatore
Album 'Pjesme za gladijatore' sadrži dvanaest pjesama koje potpisuju uglavnom Dubravko Ivaniš i Ivan Božanić.

## Pjesme
1. Dolazak astronauta
2. Gravitacija
3. Teroristi plaču
4. Zdenka i vanzemaljci
5. Sin
6. U zvijezdama
7. Domaći rock
8. Električne gitare pobjeđuju
9. Idealna pop pjesma za astronaute
10. Foxtrot
11. Slan
12. Popravak